# ناحیه دریدن، میشیگان
ناحیه دریدن (به انگلیسی: Dryden Township) یک منطقهٔ مسکونی در ایالات متحده آمریکا است که در شهرستان لپیر، میشیگان واقع شده‌است.
 ناحیه دریدن ۹۳٫۸ کیلومتر مربع مساحت و ۴٬۷۶۸ نفر جمعیت دارد و ۳۰۷ متر بالاتر از سطح دریا واقع شده‌است.